# Зуев, Василий Алексеевич
Василий Алексеевич Зуев (1 января 1952, Илийск, Панфиловский район, Алматинская область, КазССР, СССР — 15 апреля 2020) — советский и казахстанский учёный, кандидат технических наук (2002). Лауреат Государственной премии РК в области науки, техники и образования (2005).

## Биография
В 1973 году окончил Алматинский строительный техникум, после чего поступил в Казахский государственный экономический университет, окончив его в 1992 году. В 1975—1977 годах — инженер-технадзором в управлении «Горводоканал»; в 1977—1980 годах — старший инженер-технадзором; в 1980—1986 годах — старший инженер топливио-энергетического отдела Алматинского горисполкома; в 1986—1991 годах — начальник управления, в 1991—1997 годах — заместитель генерального директора «Горводоканала» г. Алматы; с 1997 генеральный директор ГКП «Водоканал» г. Алматы. Основные труды в области совершенствования техники и технологии очистки сточных вод г. Алматы.
Член рабочей группы по выработке предложений по улучшению структуры управления сектором городского водоснабжения и водоотведения в Республике Казахстан и вопросам его финансирования. В составе рабочей группы — лауреат Государственной премии РК в области науки, техники и образования (2005).